# ۱۸-هیدروکسی کورتیکواسترون

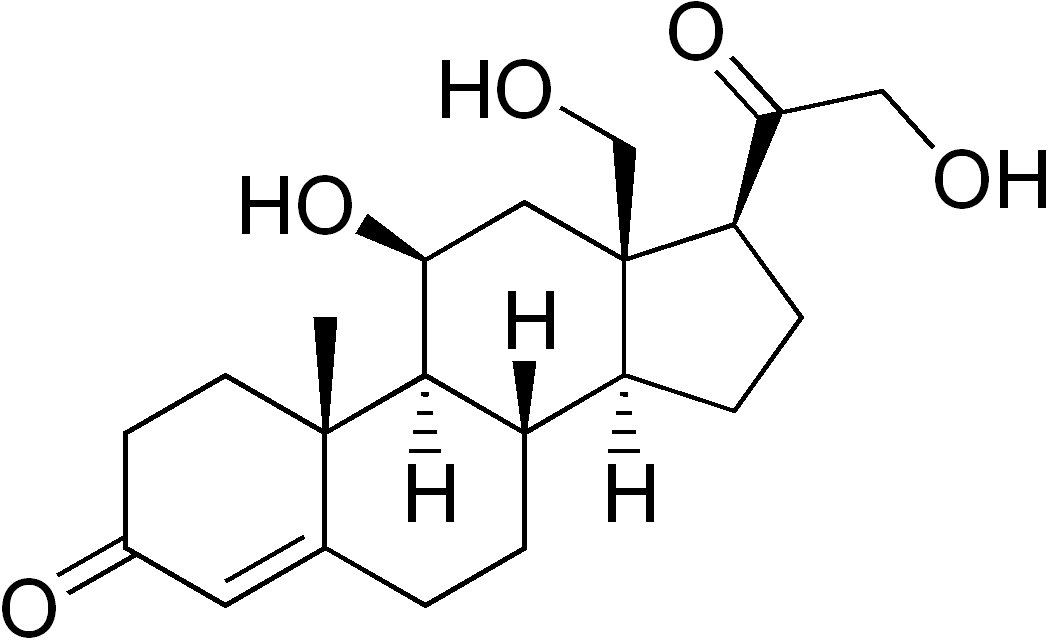
ساختار ۱۸-هیدروکسی کورتیکواسترون

۱۸-هیدروکسی کورتیکواسترون (به انگلیسی: ۱۸-Hydroxycorticosterone) با فرمول شیمیایی C۲۱H۳۰O۵ یک ترکیب شیمیایی با شناسه پاب‌کم ۱۱۲۲۲ است. که جرم مولی آن ۳۶۲٫۴۶  گرم بر مول می‌باشد. 